# Thomas Huther

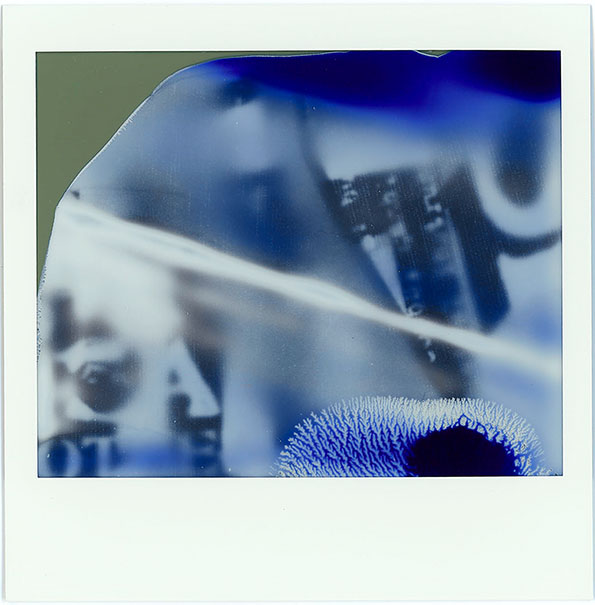
Polaglyphen, 2020

Thomas Huther (* 1956 in Miltenberg/Main) ist ein deutscher Künstler, Grafiker und Fotograf.

## Leben

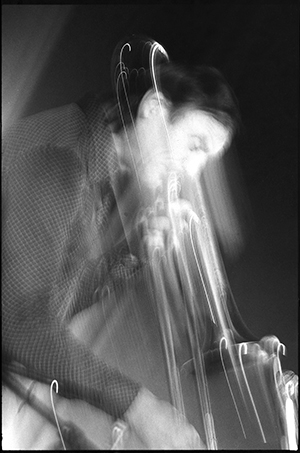
Albert Mangelsdorff, 1979

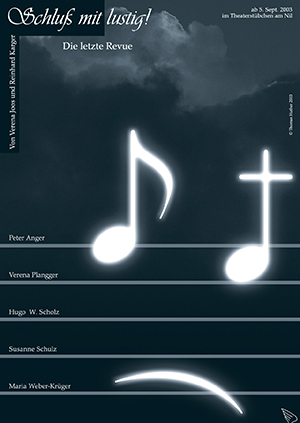
Schluß mit lustig, Plakat, 2003

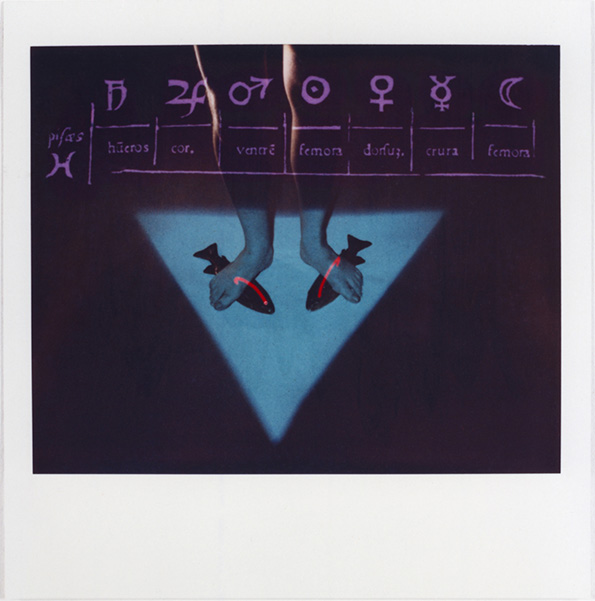
Iatromathemathik, 1991

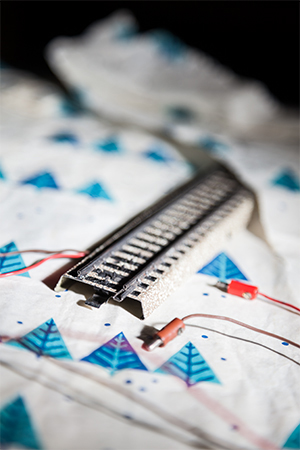
Schiene, 2019

### Ausbildung und Studium
Nach dem Abitur studierte Huther an der Fachhochschule für Gestaltung in Mannheim.
Während seiner Studienzeit absolvierte er ein Praktikum bei dem Fotografen Gerhard Vormwald, welches sein Interesse an der Fotografie förderte.
Nach dem erfolgreichen Abschluss an der FHG Mannheim als Diplom Grafik-Designer studierte er an der Gesamthochschule Kassel Visuelle Kommunikation bei Floris Michael Neusüss (Fotografie) und Gunter Rambow (Grafik-Design). Dort schloss er 1986 sein Studium mit der künstlerischen Abschlussarbeit Principia ichthyologica ab.

### Fotografie
Schon während seines Studiums in Mannheim begann Huther seinen Weg als Theaterfotograf am Nationaltheater mit der Oper Elektra von Richard Strauss unter der Regie von Ruth Berghaus.
Parallel dazu fotografierte Huther in den 1980er Jahren Jazzkonzerte. Es entstanden unter anderem Aufnahmen von Albert Mangelsdorff, Archie Shepp, Elvin Jones, Chet Baker und Herbie Hancock.
Von 1983 bis 2004 war er am Staatstheater Kassel erneut als Theaterfotograf tätig. Er fotografierte dort Inszenierungen von Herbert Wernicke, Werner Schroeter, Ruth Berghaus, Peter Mussbach, Peter Konwitschny, Sebastian Baumgarten, Valentin Jeker, Armin Petras, Achim Freyer, Verena Joos und Reinhard Karger.

### Grafik
Ab den frühen 1980er Jahren in Kassel gestaltete Huther als Grafik-Designer zahlreiche Theaterplakate, sowohl für das Staatstheater Kassel, als auch viele andere Bühnen. Außerdem entstanden vielfältige Print-Werbeträger wie Postkarten oder Flyer für einzelne Künstler.
Einige seiner Werke hängen im Museum für Gestaltung Zürich, im Plakatmuseum Warschau und im Musée de la Publicité Paris.

### Kunst
Für sein künstlerisches Schaffen entdeckte Huther entdeckte das Potenzial der Polaroidfotografie. Er nahm mit seinen zwischen 1982 und 1993 entstandenen Kunstwerken an zahlreichen Polaroidausstellungen teil, wovon Einige seiner Exponate heute noch in Museen, wie zum Beispiel im WestLicht in Wien, zu sehen.
Im Jahr 2017 erschienen im Buch Das Polaroidprojekt zwei Werke von Huther.
2019 war das Polaroidbild Iatromathematik von Huther im ersten Teil der Ausstellung The Polaroid Project im MIT Museum in Cambridge (Massachusetts) ausgestellt. Der zweite Teil der Ausstellung konnte auf Grund der COVID-19-Pandemie nicht stattfinden und wurde online präsentiert, dort mit Huthers Bild Fischschöpfung.
Seit 2020 inszeniert Huther eigene Stillleben und fotografiert diese digital.
Daneben erwachte erneut sein Interesse an der Polaroidfotografie. Jedoch benutzt er nun keine Sofortbildkamera mehr, sondern kreiert in der Dunkelkammer Fotogramme direkt auf dem Polaroid-Film.

## Privates
Er ist verheiratet, hat einen Sohn und lebt mit seiner Familie in Kassel.

## Ausstellungen (Auswahl)
- One Shot at a Time: The Polaroid Project, NTNU Art Museum, Taipeh (Taiwan), 2024
- Proyecto Polaroid, La Fundación Barrié, A Coruña (Spanien), 2023
- The Polaroid Project, MIT Museum, Cambridge (Massachusetts), 2019/2020
- Kunstverein Bad Salzdetfurth, 2003
- Kunstverein Speyer, 2010[4]
- Museum für Gestaltung Zürich (eMuseum)
- Polaroid Collection, Photokina (Köln)
- International Triennal of Poster, Toyama (Japan)
- Biennale der Gebrauchsgrafik, Brno (CZ)
- Internationale Plakatbiennale, Warschau (Polen)
- Plakat-Biennale, Lahti (Finnland)
- Fotovision – Projekt Fotografie nach 150 Jahren, Sprengel Museum Hannover
- Triennale européenne de l’affiche politique, Mons (Belgien)
- Colorado International Invitational Poster Exhibition, Fort Collins, Colorado (USA)
- International Biennale of the Poster, Mexiko
- Internationale Plakattriennale »Mensch – Natur – Gesellschaft«, Moskau (GUS)
- Mainzer Kunstpreis Eisenturm »Element Wasser«
- Plakate zu Shakespeares Theater, Schweizerische Nationalbank (Zürich)

### Bebildert von Huther
- Selections 1 From Polaroid Collection. Verlag Photographie, 1982, ISBN 978-3-7231-2200-6.
- Klaus Schultz (Hrsg.): Aribert Reimanns ›Lear‹, Weg einer neuen Oper. dtv, 1984, ISBN 978-3-423-10152-3.
- Peter Iden (Hrsg.): Warum wir das Theater brauchen. 1995, ISBN 978-3-518-38983-6.
- Wie ein Fisch im Wasser. Kunstverein Bad Salzdetfurth e.V., 2003, ISBN 978-3-922805-81-6, S. 195.
- Die Orchesterprobe – Acht Personen suchen eine Autorin. Jenior Verlag, 2005, ISBN 978-3-934377-99-8, S. 112.
- Frank-Joachim Grossmann (Hrsg.): Hubert Gems und 16 weitere Positionen. 2011.
- Das Polaroid-Projekt: Die Eroberung durch die Kunst. Hirmer, 2017, ISBN 978-3-7774-2873-4, S. 129, 149.
- The Polaroid Project – At the Intersection of Art and Technology. Thames & Hudson, 2017, ISBN 978-0-500-54473-0, S. 129, 149.
- Christine Cerletti und Thomas Voigt (Hrsg.): Jonas Kaufmann – Eine Bilderreise. Verlag für moderne Kunst Wien, 2019, ISBN 978-3-903269-75-0, S. 50.